# Boucagnères
Boucagnères is een gemeente in het Franse departement Gers (regio Occitanie) en telt 141 inwoners (1999). De plaats maakt deel uit van het arrondissement Auch.

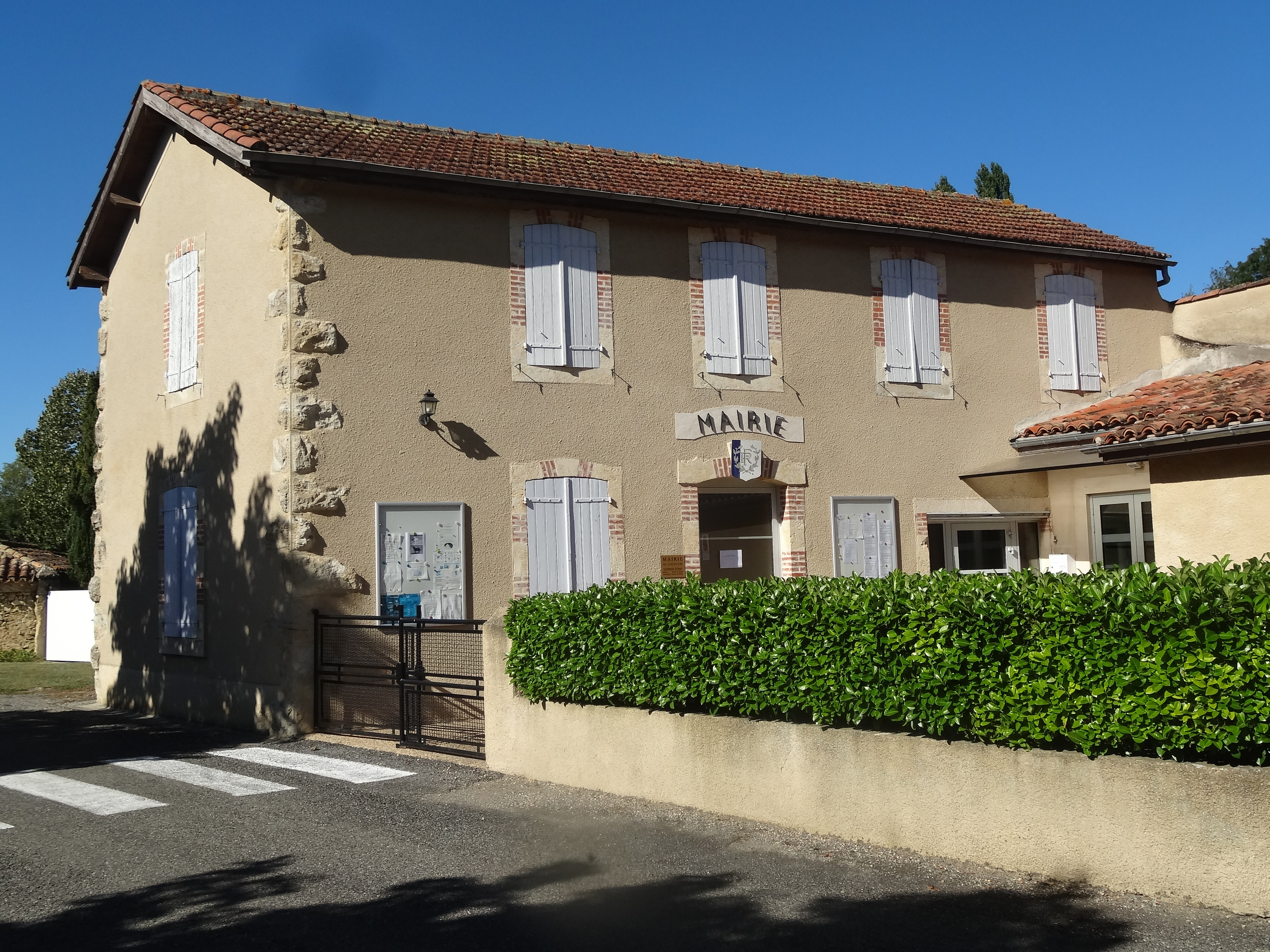
Gemeentehuis
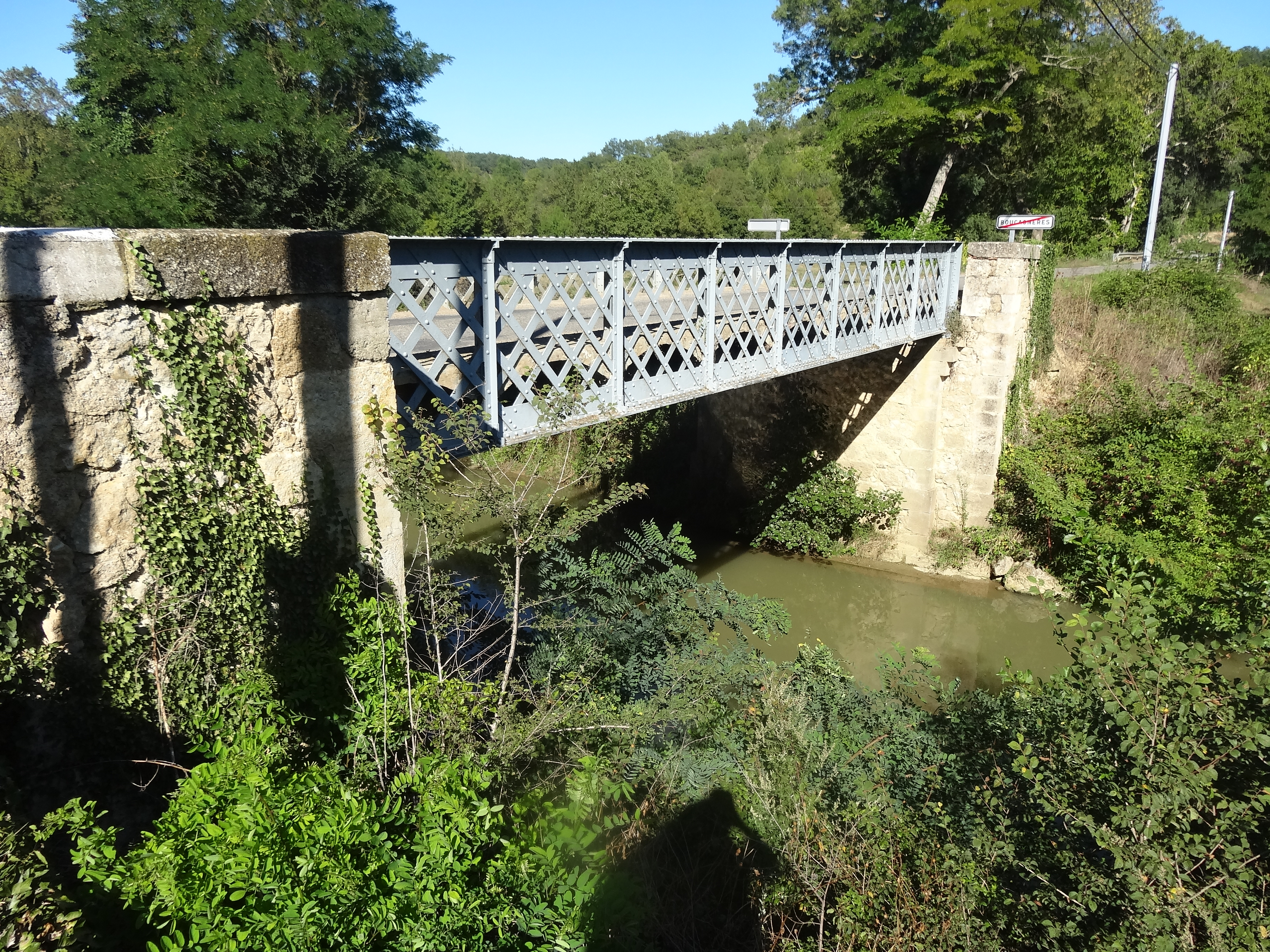
Brug over de Gers
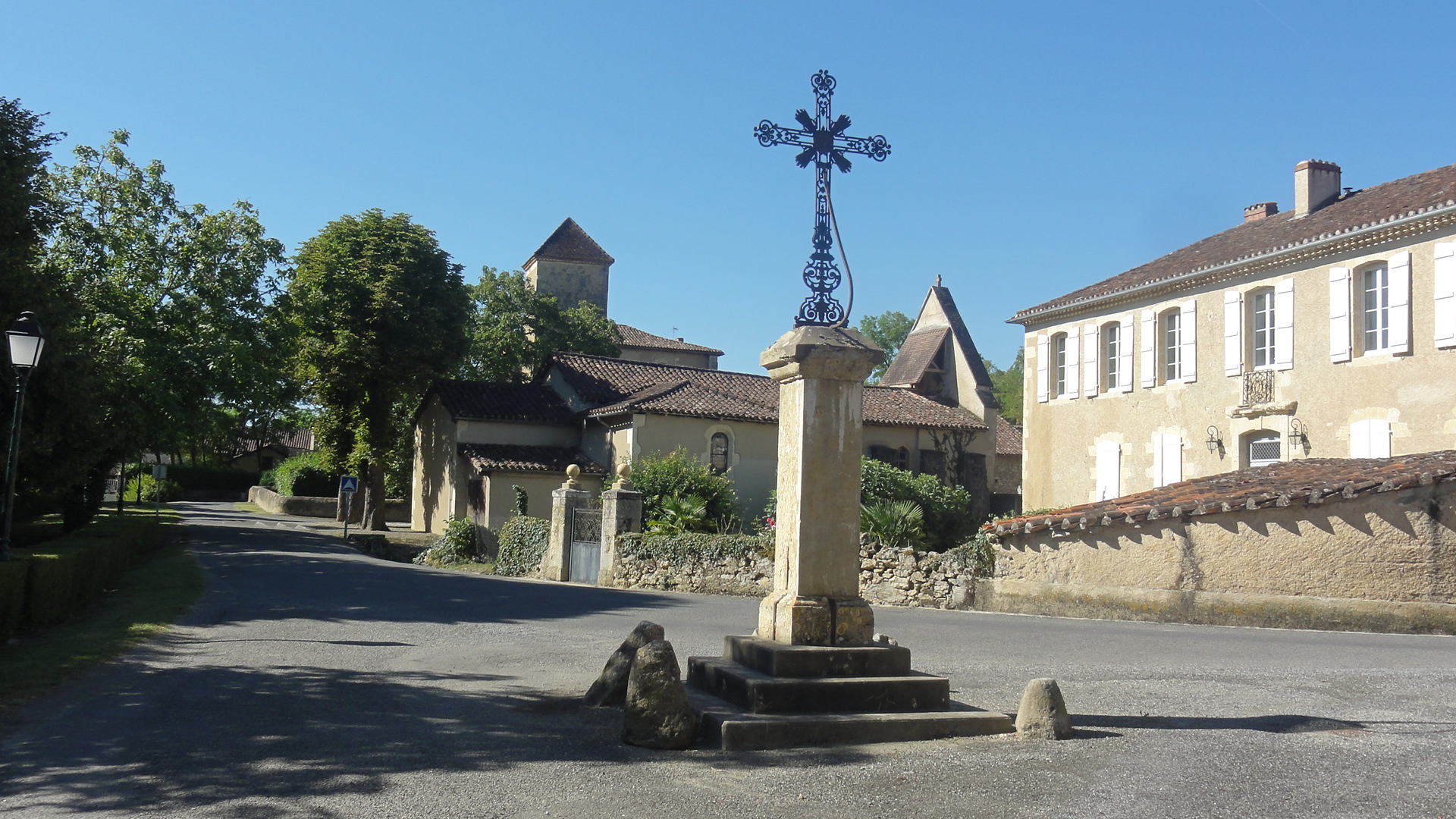
Dorpsplein
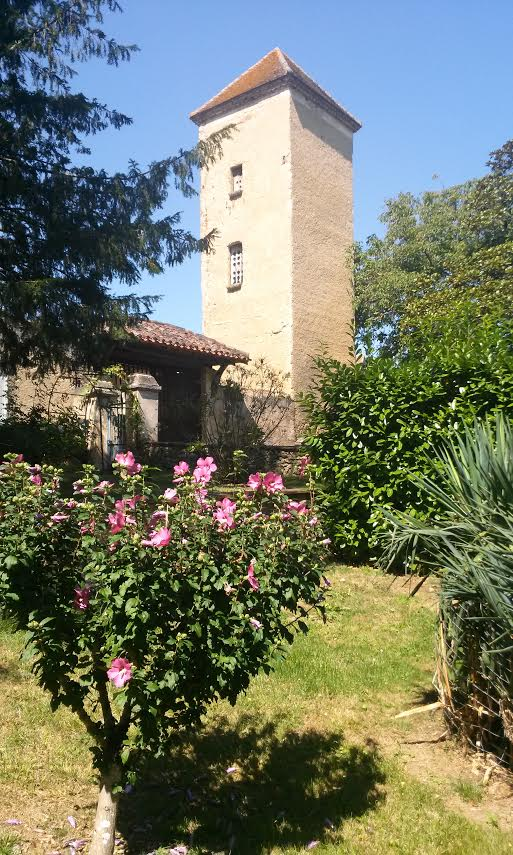
Middeleeuwse toren

## Geografie
De oppervlakte van Boucagnères bedraagt 6,2 km², de bevolkingsdichtheid is 22,7 inwoners per km².
De onderstaande kaart toont de ligging van Boucagnères met de belangrijkste infrastructuur en aangrenzende gemeenten.

## Demografie
Onderstaande figuur toont het verloop van het inwonertal (bron: INSEE-tellingen).